# لوبوس روب
لوبوس روب (بالإنجليزية: Luboš Rob)‏ هو لاعب هوكي الجليد أمريكي، ولد في 5 أغسطس 1970 في تشيسكي بوديوفيتسه في التشيك.

## وصلات خارجية
- لوبوس روب على موقع دوري الهوكي الوطني (الإنجليزية)
- لوبوس روب على موقع EliteProspects.com (الإنجليزية)
- لوبوس روب على موقع Eurohockey.com (الإنجليزية)
- لوبوس روب على موقع HockeyDB.com (الإنجليزية)